# Vladimir Ivanovič Vernadskij
Akad. Vladimir Ivanovič Vernadskij (rusky Владимир Иванович Вернадский, ukrajinsky Володимир Іванович Вернадський; 28. únorajul./ 12. března 1863greg.Petrohrad – 6. ledna 1945, Moskva) byl sovětský, ruský a ukrajinský mineralog a geochemik, pedagog a organizátor, jeden z nejvýznamnějších přírodovědců své doby. 
Jeho vědecká práce spojuje přírodní vědy s filozofií. Vytvořil teorii noosféry, která je jednou z představ vesmírné evoluce. Noosféra je po geosféře a biosféře v pořadí třetí fází vývoje Země. Podle něj každá z vývojových fází přeměňuje předcházející. Vernadského noosféra se dostavila s narozením prvního myslícího tvora na planetě a trvale se projevuje skrze geosféru a biosféru ve formě lidského zásahu do nich a je viditelně reprezentována fyzickým a ekonomickým rozvojem Země.
Vladimir Ivanovič Vernadskij byl zakladatelem nových vědních disciplín především geochemie, biogeochemie a radiogeologie. Byl jedním ze zakladatelů a prvním prezidentem Ukrajinské akademie věd (1918–1921).

## Život a dílo
Otec Vladimira Ivanoviče Vernadského byl potomkem záporožských kozáků, matka (rozená Konstantinovičová) pocházela z ruského šlechtického rodu. Žili v Kyjevě, kde byl otec profesorem ekonomie na univerzitě. V době narození svého syna sloužil v Petrohradě jako úředník na ministerstvu vnitra, vyučoval ekonomii a byl šéfredaktorem ekonomického časopisu. V roce 1868 se rodina Vernadských (kvůli nepříznivému podnebí v Petrohradě) přestěhovala do Charkova, jednoho z předních vědeckých a kulturních center Ruského impéria. Vladimir Vernadskij tam od roku 1873 navštěvoval gymnázium. Pod vlivem svého otce získal sympatie k ukrajinskému hnutí. Naučil se polsky, aby mohl číst knihy o Ukrajině. 
V roce 1876 se rodina vrátila do Petrohradu. Po maturitě Vladimir Vernadskij v letech 1881–1885 studoval na katedře přírodních věd Fakulty fyziky a matematiky Carské petrohradské univerzity. Účastnil se pedologických expedic (1882, 1884), zajímal se o geologii. Mezi Vernadského učitele patřili geolog V. V. Dokučajev, chemik D. I. Mendělejev, botanik A. N. Beketov a další významní vědci. V letech 1885–1890 byl kurátorem mineralogického kabinetu carské petrohradské univerzity. V letech 1888–1890 byl vyslán univerzitou do Itálie, Francie a Německa, aby pokračoval ve studiu a připravil se na profesuru.

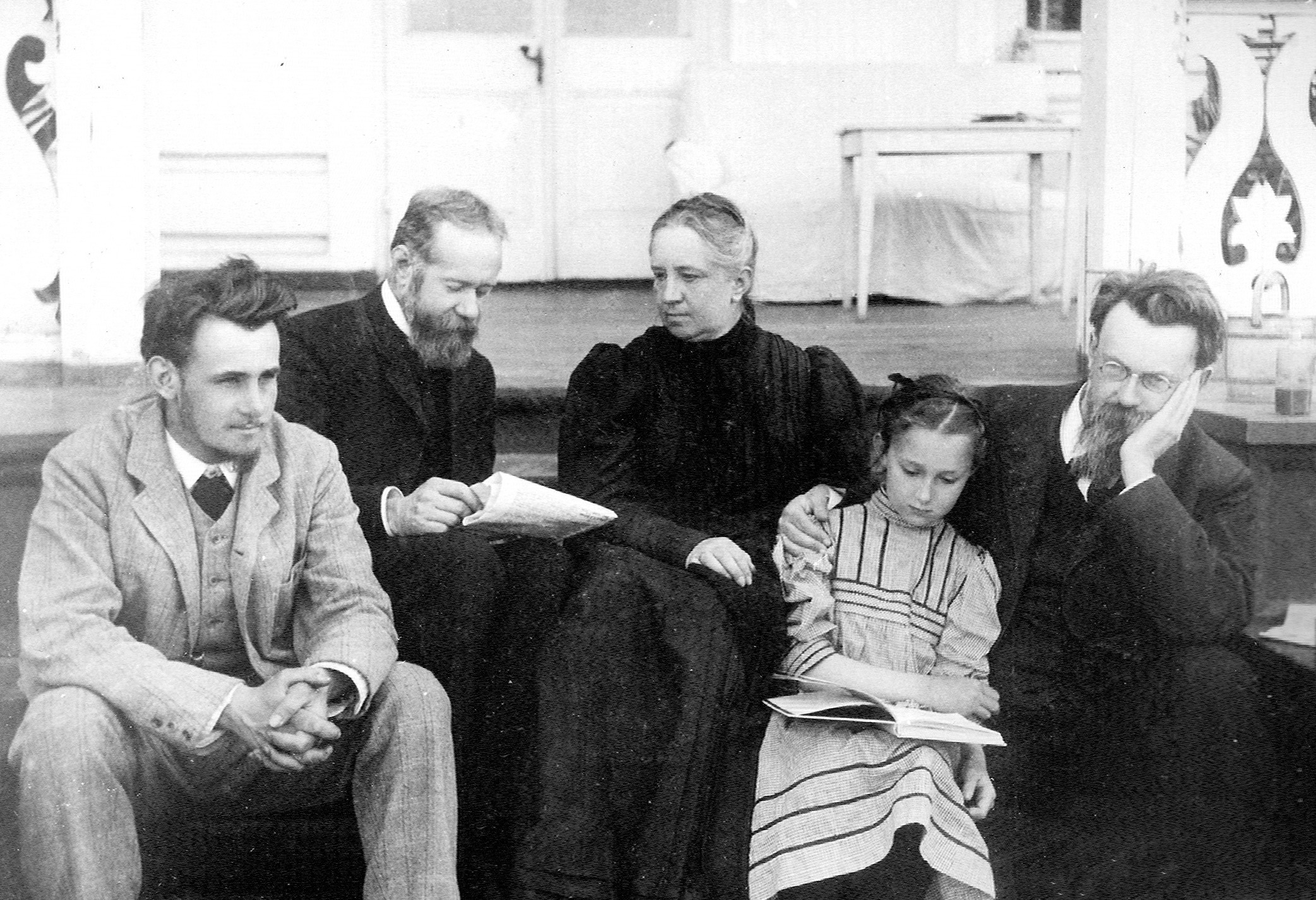
Vladimir Vernadskij s rodinou (1908) – zprava Vladimir Vernadskij, dcera Nina, manželka Natalie, švagr Pavel Stavrickij, syn Grigorij

V roce 1886 se oženil s Natálií Jegorovnou Starickou (1862–1943). Jejich dvě děti během sovětské éry emigrovaly. Syn Georgij (1887–1973) se stal známým badatelem ruských dějin ve Spojených státech. Dcera Nina (1898–1986) studovala v Praze, provdala se za archeologa N. P. Tolla a pracovala jako psychiatr ve Spojených státech.
V roce 1890 byl jmenován soukromým docentem katedry krystalografie a mineralogie Carské univerzity v Moskvě. Od roku 1891 tam vedl mineralogický kabinet. Po obhájení dizertační práce byl roku 1898 mimořádným a v roce 1902 řádným profesorem na Carské moskevské univerzitě. Vychoval řadu studentů, kteří se stali známými mineralogy. Pořádal mineralogické exkurze a pozorování v terénu i laboratoři, sepsal 11 zpráv o původním výzkumu a učebnice mineralogie, krystalografie a dějin přírodních věd. V roce 1908 byl zvolen mimořádným členem Carské petrohradské akademie věd. Během ruské revoluce v roce 1905 byl Vernadskij jedním ze zakladatelů Konstituční demokratické strany Ruska a byl členem ústředního výboru strany. V letech 1906–1917 byl několikrát členem Státní rady Ruského impéria.

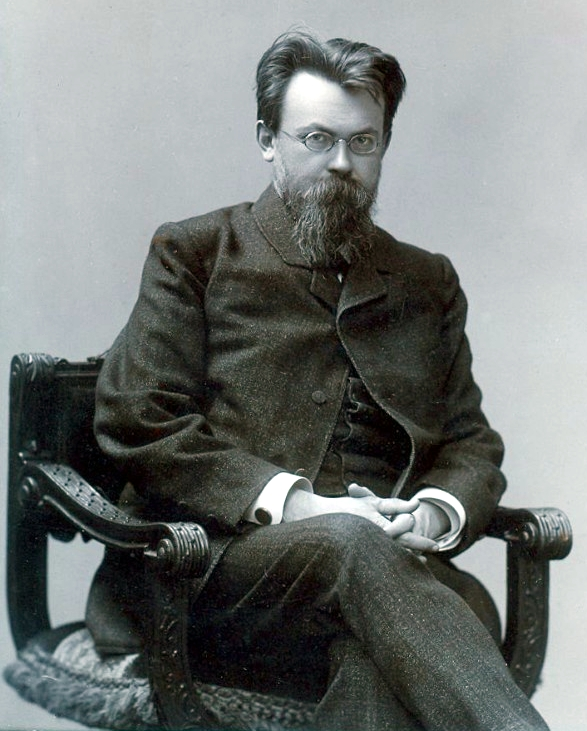
V. I. Vernadskij na fotografii z roku 1905

V roce 1911 se Vernadskij angažoval ve stávce pedagogů Moskevské univerzity proti zásahům carské vlády omezujících svobodu a autonomii vysokoškolského vzdělávání.  Přestěhoval se z Moskvy do Petrohradu, kde pracoval v Geologickém muzeu Petrohradské akademie věd jako vedoucí mineralogického oddělení. V březnu 1912 se stal řádným akademikem Carské petrohradské akademie věd a od roku 1914 byl ředitelem jejího Geologického a mineralogického institutu. Měl velkou zásluhu na ustavení Komise pro průzkum užitečných nerostů v Rusku (1915), která se zabývala terénním výzkumem nerostného bohatství. Organizoval práci v sekcích, které měly obstarávat suroviny pro výrobu a výzkum.  Byl organizátorem expedic a laboratoří pro vyhledávání a studium radioaktivních minerálů na Urale, u jezera Bajkal, v Zabajkalsku, ve Ferganské oblasti a na Kavkaze.
V letech 1915–1916 napsal Vernadskij článek Ukrajinská otázka a ruská společnost, v němž formuloval principy kulturní a národní autonomie Ukrajiny v rámci jednotného ruského státu. Odmítl přijmout ukrajinské občanství a považoval se za Rusa. Hájil jednotu Ruska a stavěl se proti myšlenkám ukrajinské nezávislosti. Revoluční události roku 1917 ho zastihly na Ukrajině, kde měl venkovský dům v Šišaki v Poltavské gubernii. V roce1918 se Vernadskij stal jedním ze zakladatelů a prvním prezidentem Ukrajinské akademie věd. Vyučoval geochemii na Kyjevské univerzitě. V roce 1919 onemocněl během cesty do Rostova na Donu tyfem a léčil se u příbuzných v Simferopolu. V letech 1920–1921 byl rektorem místní Tavridské univerzity a členem simferopolské pobočky Ukrajinské vědecké společnosti. 
V roce 1921 se Vernadskij s rodinou vrátil do Petrohradu. Podílel se na vzniku Radiologického ústavu, který vedl až do roku 1939. Podařilo se mu zorganizovat expedici na Sibiř na předpokládané místo pádu Tunguzského meteoritu v roce 1908. Byl předsedou Komise pro studium přírodních výrobních sil Ruska a jedním z tvůrců plánu GOELRO. Komise významně přispěla ke geologickému výzkumu Sovětského svazu a k vytvoření jeho nezávislé nerostné surovinové základny.
V letech 1922–1926 byl na pozvání rektora univerzity vyslán do Francie, aby vyučoval geochemii na Sorbonně. Pracoval v Přírodopisném muzeu a v Institutu Curie, kde zkoumal parisium, látku mylně považovanou za nový radioaktivní prvek. V Paříži bylo ve francouzštině vydáno Vernadského stěžejní dílo Geochemie (1924).

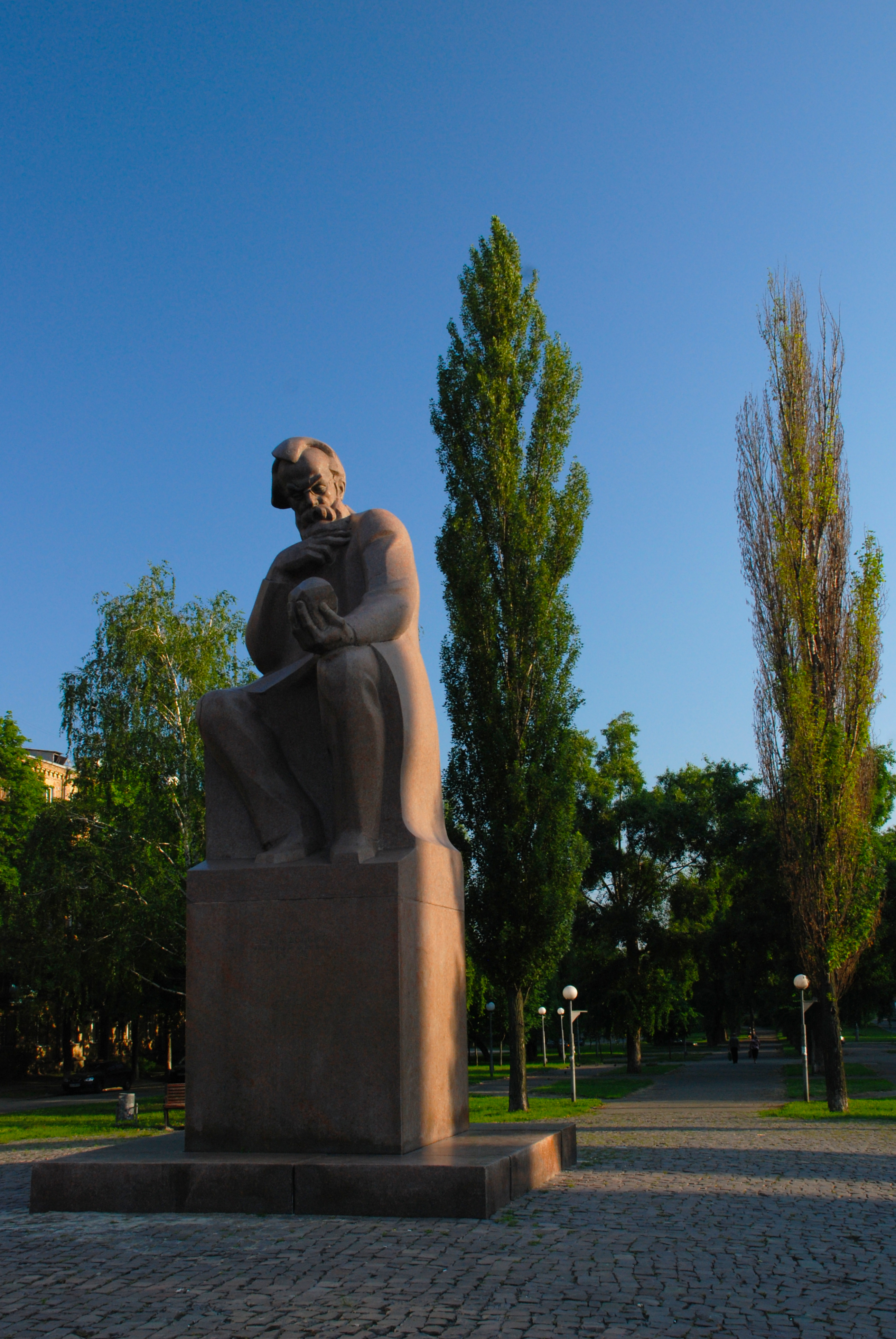
Vernadského pomník v Kyjevě

Po návratu do Sovětského svazu pokračoval v samostatné tvůrčí činnosti. Formuloval koncept biologické struktury oceánu, vytvořil teorii živé hmoty a zabýval se její funkcí v biosféře. 
Po přesunu akademických vědeckých institucí do Moskvy v roce 1934 se Vernadští usadili ve druhém patře malého domu na Arbatu. V létě 1935 se Vernadského zdravotní stav zhoršil a na doporučení kardiologa odjel na léčení do zahraničí, do Karlových Varů. Po léčbě pracoval v Paříži, Londýně a Německu. V tomto období pracoval na knize Vědecké myšlení jako planetární fenomén, která vyšla až v roce 1977. Během let politických represí Vernadskij rezignoval na všechny administrativní posty a zůstal pouze vědeckým poradcem. Disponoval obrovskými praktickými i teoretickými zkušenostmi v geologii, které byly pro sovětský stát nezbytné při rozvoji a těžbě nerostů. 
Po vypuknutí války v roce 1941 byl vědec s rodinou evakuován do přírodní rezervace Borovoje (Kazašská SSR), kde se nacházelo sanatorium Akademie věd SSSR. V únoru 1943 zemřela jeho manželka Natalie Jegorovna. Žili spolu 56 let a Vernadskij nesl tuto ztrátu velmi těžce a nedokázal se z ní vzpamatovat. V roce 1943, u příležitosti jeho 80. narozenin, byla Vernadskému udělena Stalinova cena za dlouholetou vynikající práci v oblasti vědy a techniky. Během evakuace napsal řadu článků a sbíral materiály pro knihu Prožité a promyšlené (Пережитое и передуманное).
V srpnu 1943 se vrátil do Moskvy, neúspěšně se pokusil získat povolení k přestěhování do USA za svými dětmi. V prosinci 1944 utrpěl těžký záchvat mrtvice a 6. ledna 1945 zemřel. Byl pohřben na Novoděvičím hřbitově v Moskvě.
V. I. Vernadskij publikoval během svého života přes 400 vědeckých prací z oblasti mineralogie (70), biochemie (50), geochemie (43), dějiny vědy (29), krystalografie (21), radiologie (14), nauky o půdě (37), organizace vědy a historie. Vernadskij je považován za jednoho ze zakladatelů a teoretiků geochemie a biogeochemie, stejně jako studia biosféry a noosféry. Zabýval se také strukturou silikátů, úlohou organismů v geochemických procesech a radioaktivitou minerálů. Jeho výzkumy se také zaměřily na geochemii vzácných a rozptýlených prvků, objasnění geochemických jevů a procesů, jako je geotermální energie, pomocí radioaktivity a stanovení absolutního stáří hornin. Z jeho filozofického odkazu byla nejznámější doktrína noosféry. Vernadskij je také považován za jednoho z hlavních myslitelů hnutí známého jako ruský kosmismus.